# ヴィンセンス (重巡洋艦)
ヴィンセンス (USS Vincennes, CA-44) は、アメリカ海軍の重巡洋艦。ニューオーリンズ級重巡洋艦の7番艦。艦名はインディアナ州ヴィンセンスに因む。その名を持つ艦としては2隻目。

## 艦歴
ヴィンセンスは1934年1月2日にマサチューセッツ州クインシーのベスレヘム・スチール社、フォアリバー造船所で起工、1936年5月21日にハリエット・ヴァージニア・キンメル（ヴィンセンス市長ジョセフ・キンメルの娘）によって命名・進水し、1937年2月24日に艦長バートン・H・グリーン大佐の指揮下就役した。

### 大戦前
就役後、整調巡航に向けて1937年4月19日にボストンを出航し、スウェーデンのストックホルム、フィンランドのヘルシンキ、フランスのル・アーヴル、イングランドのポーツマスを訪問した。
1938年1月初めにヴィンセンスは偵察部隊第7巡洋戦隊に配属され、パナマ運河を通過しカリフォルニア州サンディエゴに向かう。3月にヴィンセンスはハワイ水域での第19次フリート・プロブレムに参加し、その後カリフォルニア州サンペドロに戻り、同年末まで西海岸での作戦活動に従事した。
1939年4月まで行われたメア・アイランド海軍造船所でのオーバーホール後、ヴィンセンスは東へ戻り、重巡クインシー (USS Quincy, CA-39) 、タスカルーサ (USS Tuscaloosa, CA-37) 、サンフランシスコ (USS San Francisco, CA-38) と共に6月6日にパナマ運河を通過、13日にハンプトン・ローズで停泊した。続く2ヶ月に渡ってノーフォーク沖合、チェサピーク灯台船および南部訓練海域近辺で作戦活動に従事した。ドイツがポーランドを侵略しヨーロッパでの戦争が始まった1939年9月1日、ヴィンセンスはニューヨーク州トンプキンズヴィルで停泊中であった。ヴィンセンスは東海岸での中立パトロールを開始し、その範囲はカリブ海からユカタン半島まで及んだ。任務は1940年の春まで継続した。
ドイツ軍がフランスで連合軍を撃破していた5月末、ヴィンセンスはアゾレス諸島に向けて出航し、6月4日から6日までポンタ・デルガダを訪れた。その後モロッコに移動し、アメリカ本国に運ぶ金塊を積み込んだ。カサブランカでの停泊中にイタリアがフランスに対して宣戦布告し、米国大統領フランクリン・D・ルーズベルトは「背中からの一突き」としてこれを非難した。ヴィンセンス艦長J・R・ベアーダール大佐（後に大統領の海軍補佐官となる）は航海の公式報告書で「フランス人はこれ（イタリアの宣戦布告）にひどく憤慨し、イタリアの行動を軽蔑したのは明白だった。」と記している。6月10日に北アフリカ水域を出航したヴィンセンスは、帰国後貴重な積み荷を降ろし、中立パトロール任務に復帰した。
1941年1月までノーフォーク海軍造船所でのオーバーホールを終えたヴィンセンスは、1月7日に重巡ウィチタ (USS Wichita, CA-45) 、戦艦ニューヨーク (USS New York, BB-34) およびテキサス (USS Texas, BB-35) とともにハンプトン・ローズを出港してグアンタナモ湾に向かった。カリブ海においてウィチタとともに1月18日まで戦闘演習および砲術演習を行い、その後ジャマイカのポートランド・バイトに向かった。ヴィンセンスとウィチタはここを拠点に中立パトロールを継続し、これを機にアメリカはカリブ海方面に基地を取得することとなった。2月4日、ヴィンセンスはクレブラ島で艦隊に合流し、上陸戦闘演習を行った。ヴィンセンスは、兵員を乗せた15メートルのボートを降ろして上陸させる攻撃輸送艦マッコーリー (USS McCawley, AP-10) およびホワートン (USS Wharton, AP-7) を支援する第二火力支援グループの一艦として砲撃演習を行った。この演習は後に、ヴィンセンスもかかわった南太平洋の戦いでの様相を暗示するものとなった。
2月の残りの期間は、マヤグエスを拠点に第2輸送戦隊および第7輸送戦隊の支援任務に就き、3月17日にペルナンブーコ州を訪問した後、3月20日にケープタウンに、歓迎されながら到着した。9日後、ヴィンセンスはイギリスが購入した兵器の代金代わりである金塊を載せ、30日にニューヨークに向けて出港した。ヴィンセンスは整備を終えてからバージニア岬に向けて出港し、4月30日にグレシー湾に到着。ここで空母レンジャー (USS Ranger, CV-4) および駆逐艦サンプソン  (USS Sampson, DD-394) と合流してバミューダ諸島に向かい、6月までカリブ海と東海岸沿岸で哨戒を行った。
アメリカは表面上は中立パトロールを続けていたが、気がつくと、事実上ドイツとの戦争状態に入っていた。ヴィンセンスは南アフリカへの輸送船団を護衛することとなり、11月にイギリス兵を乗せたアメリカの輸送船で構成された WS-12船団を護衛して東海岸を出港した。12月7日、ヴィンセンスは悪天候にもまれていた。波がヴィンセンスに叩きつけられ、ヴィンセンスではボートが破壊された他、搭載していたSOC シーガルが格納庫の扉に叩きつけられ破壊された。この日、真珠湾攻撃によってアメリカは戦争に参戦した。

### 第二次世界大戦
12月9日、WS-12船団はケープタウンに到着。ヴィンセンスは12月16日に出港し、トリニダード島を経由してハンプトン・ローズに向かった後、1942年1月4日にノーフォークに帰投した。4日後、ヴィンセンスはニューヨークに回航され戦時の備えを整えた。試運転の後、ヴィンセンスは空母ホーネット (USS Hornet, CV-8) と合流して訓練を行い、3月4日に太平洋に向かってニューヨークを出港した。3月11日にパナマ運河を通過後、サンフランシスコに向かった。

#### ドーリットル空襲
4月2日、ヴィンセンスは第18任務部隊の一艦としてサンフランシスコを出撃した。ホーネットには16機のB-25が搭載されており、B-25 は東京を空襲する予定となっていた。空母エンタープライズ (USS Enterprise, CV-6) 基幹の第16任務部隊（ウィリアム・ハルゼー中将）と合流後、ヴィンセンスは両任務部隊とともに日本の東方海上に向けて進撃した。
4月18日朝、両任務部隊は日本から240キロ東方の海上にいたが、特設監視艇・第二十三日東丸に発見され、第二十三日東丸は任務部隊発見を打電した。ハルゼー中将は日本側に察知されたと判断し、予定を繰り上げて B-25 の発進を決断した。爆撃自体はわずかな損害しか与えなかったが、アメリカの士気を上げるには十分だった。ルーズベルト大統領は記者団の質問に対し、攻撃隊の発進位置を「シャングリラ」と回答して煙に巻いた。両任務部隊は4月25日に真珠湾に帰投したが、第16任務部隊は5日後に出撃し、ヴィンセンスも加わって珊瑚海に急行したが、珊瑚海海戦には間に合わなかった。

#### ミッドウェー海戦
第16任務部隊は5月26日に真珠湾に帰投したが、「日本艦隊がミッドウェー島に接近しつつある」との機密情報に基づき、3日後の5月29日に出撃。ヴィンセンスは姉妹艦アストリア (USS Astoria, CA-34) と行動を共にして6月4日までにはミッドウェー島の北方海域に到着した。
南雲忠一中将率いる第一航空艦隊の三空母（赤城、加賀、蒼龍）がクラレンス・マクラスキーのSBD ドーントレスの奇襲により炎上後、残った空母・飛龍からの攻撃隊が北から接近してきたことを、第17任務部隊のレーダーが約24キロの地点に探知した。任務部隊は対空砲火を生かす輪形陣をとり、空母ヨークタウン (USS Yorktown, CV-5) は迎撃する戦闘機を発進させた。やがて攻撃隊が来襲し、F4F ワイルドキャットは攻撃隊を迎撃し、雷撃機は煙を吹いて海中に墜落していった。ヴィンセンスは16時44分に5インチ砲、20ミリ機銃、28ミリ機銃を発射して応戦し、25ノットもの速力で回避運動を行った。やがて、ヴィンセンスは1機の九七式艦攻を撃墜し、その九七式艦攻はヴィンセンスの左舷艦首から140メートル離れた海中に墜落した。しかしながら、攻撃隊は対空砲火をかいくぐり、ヨークタウンは魚雷と爆弾の命中を受けて左舷側に傾き、やがて航行不能となった。ヴィンセンスはアストリアとともにヨークタウンの監視にあたったが、翌6日、ヨークタウンは6隻の駆逐艦の間をすり抜けた潜水艦・伊168の雷撃を受けた。雷撃により駆逐艦ハムマン (USS Hammann, DD-412) は轟沈し、ヨークタウンも6月7日についに沈没した。
真珠湾に帰投したヴィンセンスは海軍工廠で修理と改装を行った後、第11任務部隊の艦船とハワイ島近海で演習を行い、7月14日に第16、第18および第62の各任務部隊との合同のため真珠湾を出撃した。

#### ガダルカナル島の戦い
ヴィンセンスはクインシーおよび軽巡サンフアン (USS San Juan, CL-54) と共に「X光線」と呼ばれた輸送船団を護衛した後、7月26日に第62任務部隊と合流。27日、ヴィンセンスはコロ島で上陸演習を行った。ソロモン諸島への進攻を控え、ヴィンセンスは第62.3任務群の旗艦となり、上陸部隊の援護役として行動することとなった。
補給の後、重巡洋艦群は「ヨーク」輸送戦隊を護衛してソロモン諸島方面へ向かい、8月7日にガダルカナル島沖に到着した。夜明けとともにヴィンセンスは観測機を発進させ、続いて僚艦とともに一斉射撃を行って海兵隊の上陸を援護した。海兵隊は軽微な反撃を受けたものの上陸に成功した。13時20分ごろ、早くも日本機の反撃が始まった。ヴィンセンスは輸送船団と太陽を背に最初の対空射撃を行い、撃退した。日没後、ヴィンセンスはアストリア、クインシーおよび駆逐艦ヘルム (USS Helm, DD-388) 、ジャーヴィス (USS Jarvis, DD-393) と共にグループを組んで哨戒を行った。
8月8日に入り、ヴィンセンスはガダルカナル島沖のエリア「X線」に戻って輸送船団護衛を再開した。午後、前日に引き続き日本機の反撃があり、ラバウルから飛来してきた一式陸攻は低空から雷撃を行った。ヴィンセンスは2,700メートル離れたところにいた輸送船を守るため、8インチ砲と20ミリ機銃で一式陸攻に対抗した。8インチ砲は水面に向かって発射され、一式陸攻は起こる水柱に突っ込むか避けるしか選択肢がなかった。ヴィンセンスは魚雷と爆弾から回避できたものの、ジャーヴィスには魚雷が1本命中し致命傷となった。
午後、偵察機がラバウルから南下する日本艦隊を発見。内訳は巡洋艦3隻、駆逐艦3隻、砲艦2隻および水上機母艦と判断された。ジャーヴィスはヴィンセンスらのグループを離れルンガ岬沖を出て、ヴィンセンスとクインシー、アストリアはサボ島北方で哨戒を続けた。ヴィンセンスのフレデリック・ロイス・リーフクール艦長は、翌朝になればラバウルからの日本機と艦隊が攻撃してくるだろうと予想し、夜は用心して哨戒するよう命令を出したものの、その用心はむしろ朝に起こると予想された戦闘に備えてのものだった。真夜中近くになり、リーフクール艦長は艦の指揮を W・E・A・ムーラン副艦長に委任して艦長室に入った。

#### 第一次ソロモン海戦
約1時間後、ヴィンセンスの見張りは南の方角に曳光弾や火炎、そして低く鈍い音声を確認した。これは、三川軍一中将率いる第八艦隊の一隊がサボ島西方からガダルカナル島沖に入り、重巡シカゴ (USS Chicago, CA-29) 、オーストラリア重巡洋艦キャンベラ (HMAS Canberra, D33) および駆逐艦パターソン (USS Patterson, DD-392) 、バッグレイ (USS Bagley, DD-386) のグループに対して砲雷撃を行った戦闘を示すものだった。ヴィンセンスは総員配置を令したが、こちらから戦闘の様子が見えていたにもかかわらず、シカゴのグループからは警報の類は来なかった。三川艦隊はシカゴのグループを打ちのめすと2つのグループに分かれて北に向かい、ヴィンセンスらのグループに迫ってきた。
1時55分、三川艦隊からのサーチライトがヴィンセンスを照らし出した。ヴィンセンスは味方からの照射だと勘違いして味方識別信号を送るよう指示を出した。これに対し、三川艦隊は一斉砲撃で応答した。状況を理解しつつあったヴィンセンスが反撃の砲撃を行ったものの、2つのグループからの砲雷撃に挟み撃ちにされ、艦のあらゆる所に砲弾が命中した。リーフクール艦長は艦の通信が途絶した状態にもかかわらず、19.5ノットの速力で戦場を脱出しようとした。しかし、別の一隊からの攻撃を受けた。砲弾が格納庫に命中して搭載機が炎上、測距儀も破壊された。2時ごろ、ヴィンセンスは右側に逃れつつあったが、三川艦隊は大打撃を受けたヴィンセンスを見逃しはしなかった。追い討ちをかけるように魚雷がボイラー室に命中し、ついにヴィンセンスは行き足を止めた。8インチ砲弾と5インチ砲弾合わせて、少なくとも57発が命中したと判断されたヴィンセンスは、パンチを喰らってよろめくボクサーの如く気息奄奄となった。
やがて三川艦隊は去っていき、後には炎上し瀕死のヴィンセンス、クインシー、アストリアの3重巡洋艦が残された。リーフクール艦長は2時30分に総員退艦を令して乗組員はヴィンセンスから脱出し始めた。リーフクール艦長が最後に救助された後、ヴィンセンスはアイアンボトム・サウンドに沈没していった。後年、リーフクールはヴィンセンスの記念碑に次のように記した。「ヴィンセンスは素晴らしい艦で、1941年4月23日以降、我々は皆ヴィンセンスを誇りに思っていた。ヴィンセンスは1942年8月9日2時50分にサボ島の東2.5マイルの、水深約500ファゾムの海底に眠っている」。
ヴィンセンスは1942年11月2日に除籍された。ミッドウェー海戦およびガダルカナル侵攻の功績によりヴィンセンスは2個の従軍星章を受章した。
2019年1月30日にサボ島に眠る本艦を故ポール・アレンの調査チームがアストリアともに発見したことが明らかとなった。